# تاتسویا شیوزاوا
تاتسویا شیوزاوا (انگلیسی: Tatsuya Shiozawa؛ زادهٔ ۱۱ نوامبر ۱۹۸۲) بازیکن فوتبال اهل ژاپن است.
از باشگاه‌هایی که در آن بازی کرده‌است می‌توان به باشگاه فوتبال شیمیزو اس-پالس اشاره کرد.